# Charles Judels
Charles Judels est un acteur néerlandais spécialisé dans le doublage, né le 17 août 1882 à Amsterdam (Pays-Bas), et mort le 14 février 1969 à San Francisco (États-Unis).

## Filmographie

### Années 1910
- 1915 : Old Dutch : Jules Joubert
- 1915 : The Commuters : Prof. Anatole Vermouth, aka Sammy
- 1923 : Little Old New York : Delmonica

### Années 1920
- 1923 : Sous la robe rouge (Under the Red Robe) d'Alan Crosland : Antoine
- 1929 : L'Iceberg vengeur (Frozen Justice) d'Allan Dwan : le marin français
- 1929 : Hot for Paris de Raoul Walsh : Charlott Gouset

### Années 1930
- 1930 : Nuits de Californie (Let's go places) de Frank R. Strayer : Du Bonnet
- 1930 : The Big Party : Dupuy
- 1930 : Cheer Up and Smile : Pierre
- 1930 : Oh, Sailor Behave : De Medici
- 1930 : College Lovers : Spectateur
- 1930 : Charivari (The Life of the Party) de Roy Del Ruth : Mons. LeMaire
- 1930 : Captain Thunder d'Alan Crosland : El Commandante Benito Ruiz
- 1931 : Quand on est belle, de Jack Conway : Mr. Gensler
- 1931 : Fifty Million Frenchmen de Lloyd Bacon : Pernasse - Manager de l'hôtel
- 1931 : God's Gift to Women : Undertaker
- 1931 : Gold Dust Gertie : Monsieur Pestalozzi
- 1931 : That's News to Me
- 1931 : The World Flier
- 1931 : Take 'em and Shake 'em
- 1931 : War Mamas : German Major
- 1931 : The Tamale Vendor (en) de William Goodrich
- 1932 : Moonlight and Cactus (en) de William Goodrich
- 1932 : High Pressure : Salvatore
- 1932 : Une heure près de toi (One Hour with You) de Ernst Lubitsch : Le policier
- 1933 : Nothing Ever Happens : Waistline
- 1933 : Close Relations (en)
- 1933 : Salt Water Daffy
- 1933 : The Good Bad Man
- 1933 : Tomalio (en) de Ray McCarey : Le Général
- 1934 : How'd Ya Like That?
- 1934 : North of Zero
- 1934 : Pugs and Kisses
- 1934 : My Grandfather's Clock : Philo Holmes
- 1934 : Le Grand Barnum (The Mighty Barnum) de Walter Lang : Maître d'hôtel
- 1935 : La Chanson de la jeunesse : Riccardi
- 1935 : Symphony of Living : Rozzini
- 1935 : Enchanted April : Domenico
- 1935 : The Florentine Dagger de Robert Florey : Propriétaire du Salvatore Hôtel
- 1935 : King Solomon of Broadway : Hot dog man
- 1936 : Give Us This Night : Second Carabiniere
- 1936 : Le Grand Ziegfeld (The Great Ziegfeld) de Robert Z. Leonard : Pierre
- 1936 : San Francisco de W. S. Van Dyke
- 1936 : Suzy : Producer
- 1936 : Tonnerre sur la cité ardente (San Francisco) : Tony
- 1936 : I'd Give My Life
- 1936 : Mister Cinderella : Chef de Randolph
- 1936 : Rose Bowl de Charles Barton : Mr. Schultz
- 1936 : Along Came Love : Joe
- 1936 : Une aventure de Buffalo Bill (The Plainsman) de Cecil B. DeMille : Tony (barbier)
- 1936 : The Big Show : Schwartz
- 1936 : Loufoque et Cie (Love on the Run) de W.S. Van Dyke : Lieutenant de police
- 1937 : When's Your Birthday? : Acropolis the Headwaiter
- 1937 : Trompette Blues (Swing High, Swing Low), de Mitchell Leisen : Tony
- 1937 : Le Chant du printemps (Maytime) de Robert Z. Leonard : Cabby
- 1937 : Song of the City : Mr. Pietro 'Papa' Romandi
- 1937 : Mountain Music
- 1937 : Rhythm in the Clouds : Luigi Fernando
- 1937 : Marry the Girl : Andre Victor Antoine Descate
- 1937 : It Can't Last Forever : Mr. Appadelius
- 1937 : The Life of the Party (en) de William A. Seiter : Maître d'hôtel
- 1937 : Porky's Garden : Chicken Farmer (voix)
- 1937 : L'Inconnue du palace (The Bride Wore Red) de Dorothy Arzner : Propriétaire du Cordellera Bar
- 1937 : Jeux de dames (Wife, Doctor and Nurse) : Chef
- 1937 : La Vie, l'Art et l'Amour (Live, Love and Learn) de George Fitzmaurice : Pedro Felipe
- 1937 : Fight for Your Lady : Felix Janos
- 1937 : Le Voilier maudit (Ebb Tide) de James P. Hogan : docteur du port
- 1937 : High Flyers : Mr. Fontaine
- 1937 : You're Only Young Once : Capt. Swenson du Shorty II
- 1937 : Love and Hisses : Oscar
- 1938 : Mad About Music : Chef d'orchestre
- 1938 : Reckless Living (en) : Harry Myron
- 1938 : Stolen Heaven : Hubert
- 1938 : Hold That Kiss de Edwin L. Marin : Otto Schmidt
- 1938 : Snow Gets in Your Eyes : Schlitz
- 1938 : Les montagnards sont là (Swiss Miss), de John G. Blystone : propriétaire de la fabrique de fromage
- 1938 : Gold Diggers in Paris de Busby Berkeley et Ray Enright : barman
- 1938 : Flirting with Fate : Garcia
- 1939 : Idiot's Delight : Daka (Greek restaurant owner)
- 1939 : La Féerie de la glace (The Ice Follies of 1939), de Reinhold Schünzel
- 1939 : Bridal Suite : Fritz Spies
- 1939 : La Dame des tropiques (Lady of the Tropics), de Jack Conway : Gaston Lubois
- 1939 : Ninotchka, d'Ernst Lubitsch : père Mathieu, gérant du café
- 1939 : That's Right - You're Wrong : Luigi, l'homme au maquillage
- 1939 : Henry Goes Arizona : le Grand Beldini
- 1939 : Balalaika de Reinhold Schünzel : Batoff

### Années 1940

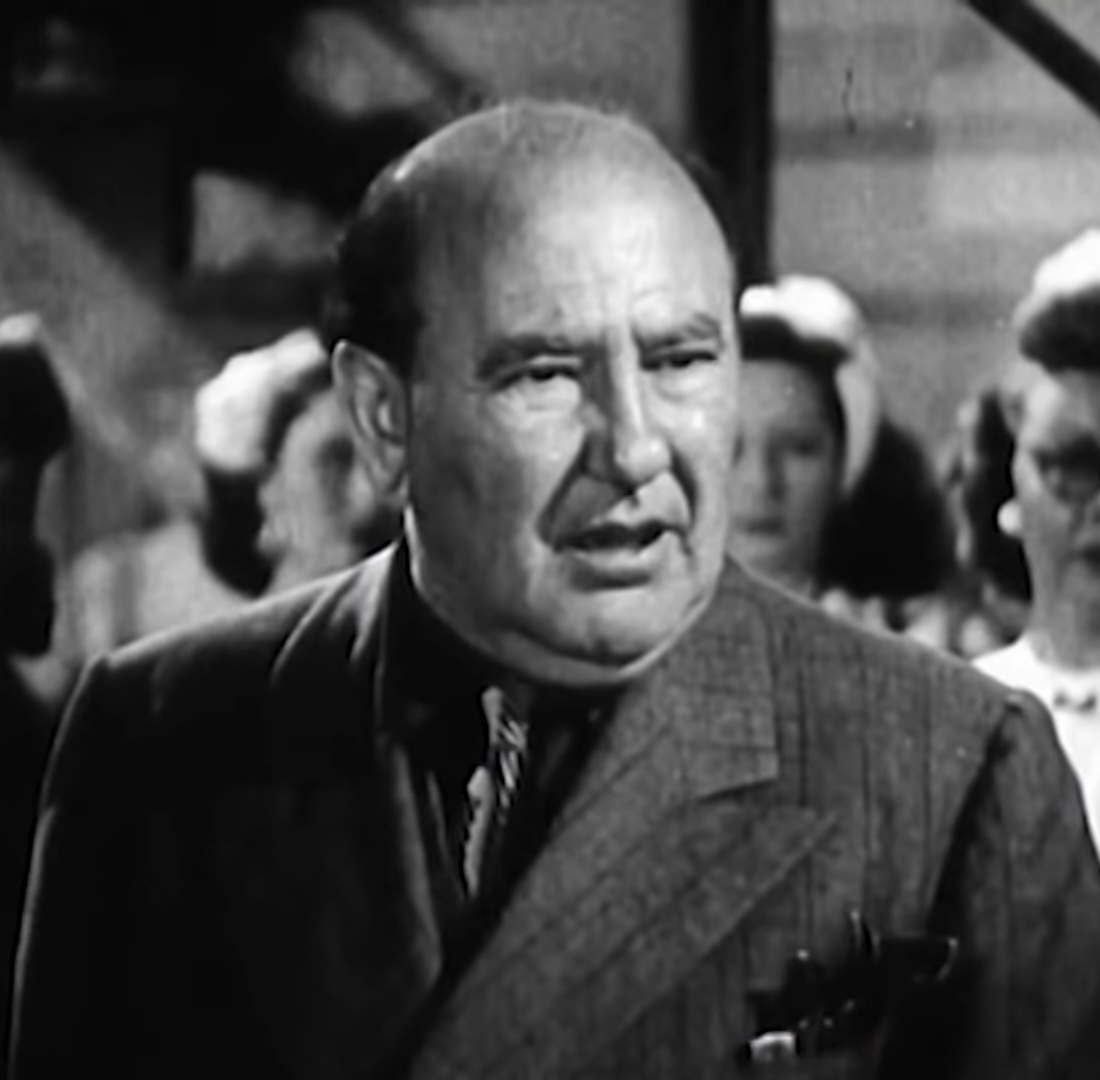
Dans Career Girl (1944)

- 1940 : Pinocchio de Hamilton Luske et Ben Sharpsteen : The Coachman / Stromboli (voix)
- 1940 : Le Cargo maudit (Strange Cargo) de Frank Borzage : Renard
- 1940 : Viva Cisco Kid : Pancho
- 1940 : Rendez-vous à minuit (It All Came True) de Lewis Seiler : Henri Pepi de Bordeaux
- 1940 : On Their Own (en) d'Otto Brower : Giuseppe Galentoni
- 1940 : Florian : Editor
- 1940 : Gold Rush Maisie : Hula Paradise Cafe owner
- 1940 : Girl from Avenue A (en) d'Otto Brower : Waiter
- 1940 : L'Inconnu du troisième étage (Stranger on the Third Floor) de Boris Ingster : Nick Nanbajan, the Cafe Owner
- 1940 : Public Deb No. 1 : Ivan
- 1940 : Hired Wife : Photographer
- 1940 : The Villain Still Pursued Her : Pie Vendor
- 1940 : Sous le ciel d'Argentine (Down Argentine Way) : Dr Arturo Padilla, the Ambassador
- 1940 : Chante mon amour : Herr Wyler
- 1941 : Cheers for Miss Bishop de Tay Garnett : Cecco, Restraunt Owner
- 1941 : Révolte au large (This Woman Is Mine) : Cafe Propietor
- 1941 : I'll Wait for You : A. Bardosch, Nightclub Owner
- 1941 : Blondie in Society : Julie's Owner
- 1941 : Sweetheart of the Campus d'Edward Dmytryk : Victor Demond
- 1941 : Law of the Tropics (en) de Ray Enright : Cap
- 1941 : The Chocolate Soldier : Klementor, Double Eagle Manager
- 1941 : Kathleen : Theatrical Manager in Daydream
- 1942 : A Close Call for Ellery Queen : Corday
- 1942 : Tortilla flat (Tortilla Flat) : Joe Machado
- 1942 : I Married an Angel : Customs Officer
- 1942 : Baby Face Morgan : 'Deacon' Davis
- 1942 : Far West (American Empire) : Storekeeper
- 1943 : Kid Dynamite : Nick - Pool Hall Owner
- 1943 : The Hard Way : M.. Flores
- 1943 : Something to Shout About
- 1943 : Swing Your Partner : Digby
- 1943 : La Du Barry était une dame (Du Barry Was a Lady) de Roy Del Ruth : Innkeeper
- 1943 : I Dood It : Pete, Stage Manager
- 1943 : Northern Pursuit : Nick - Barber
- 1944 : Career Girl : Felix Black
- 1944 : Broadway Rhythm de Roy Del Ruth : Swami
- 1944 : Knickerbocker Holiday : Renasaler
- 1944 : Kismet de William Dieterle : Wealthy Merchant
- 1945 : Two Local Yokels
- 1945 : A Bell for Adano : Afronti
- 1945 : Suzy des bas-fonds (Sunbonnet Sue) de Ralph Murphy : Milano
- 1946 : Tragique rendez-vous (Whistle Stop) : Sam Veech
- 1946 : Tanger (Tangier), de George Waggner : Dimitri
- 1946 : In Old Sacramento : Tony Marchetti
- 1946 : Her Adventurous Night : Petrucci
- 1946 : Plainsman and the Lady : Manuel Lopez
- 1947 : The Mighty McGurk de John Waters : First Brewer
- 1947 : Embrassons-nous (I Wonder Who's Kissing Her Now) : Herman Bartholdy
- 1948 : Panhandle : Barber
- 1949 : Samson et Dalila (Samson and Delilah) de Cecil B. DeMille : Danite Merchant